# 류창우
류창우(1966년 5월 18일 ~ )는 대한민국의 배우이다.

## 학력
- 동국대학교 영상대학원 공연예술학과

## 출연작

### 드라마
- 《드라마시티 - 그들의 진실》 (2006년, KBS2) - 한강호 역

### 뮤지컬
- 《목련을 기억하다》
- 《황태자 루돌프》
- 《시카고》
- 《장기려 그 사람》
- 《에디슨과 유령탐지기》
- 《마리아마리아》
- 《로미오 앤 줄리엣》
- 《지킬 앤 하이드》
- 《노트르담 드 파리》
- 《미스사이공》
- 《마리아 마리아》
- 《사운드 오브 뮤직》
- 《오페라의 유령》
- 《명성황후》
- 《팔만대장경》
- 《광개토대왕》

### 연극
- 《오리엔트》
- 《오거리 사진관》
- 《다목리 미상번지》
- 《화선 김홍도》
- 《백년 바람의 동료들》

### 오페라
- 《라 트라비아타》